# Ammodytoides xanthops
Ammodytoides xanthops is een straalvinnige vissensoort uit de familie van de zandspieringen (Ammodytidae). De wetenschappelijke naam van de soort is voor het eerst geldig gepubliceerd in 2008 door Randall & Heemstra.